# Tadeáš Hájovský
Tadeáš Hájovský (Bojnice, 30 de septiembre de 2005) es un futbolista eslovaco que juega en la demarcación de centrocampista para el FK AS Trenčín de la Superliga de Eslovaquia.

## Selección nacional
Tras jugar en las categorías inferiores de la selección, finalmente hizo su debut con la selección absoluta de Eslovaquia el 7 de junio contra Grecia en un partido amistoso que finalizó con un resultado de 4-1 a favor del combinado griego tras un gol de Dávid Hancko para Eslovaquia, y de Giannis Konstantelias, Vangelis Pavlidis, Tasos Douvikas y un autogol de David Hrnčár para Grecia.

## Clubes
| Club          | País       | Año   | Partidos | Goles |
| ------------- | ---------- | ----- | -------- | ----- |
| FK AS Trenčín | Eslovaquia | 2023- | 49       | 1     |